# Teinobasis ranee
Teinobasis ranee – gatunek ważki z rodziny łątkowatych (Coenagrionidae).